# Hollywood Boulevard (film, 2009)
Pour les articles homonymes, voir Hollywood Boulevard (film).
Hollywood Boulevard est un film américain réalisé par Matthew Levenstein, sorti en 2009.

## Fiche technique
Source principale de la fiche technique
- Titre original : Hollywood Boulevard
- Réalisation : Matthew Levenstein
- Scénario : Matthew Levenstein
- Direction artistique :
- Musique : Tommy Boylston, James Ridout et Xander Robin
- Décors :
- Costumes :
- Photographie : Xander Robin
- Son : James Ridout
- Montage : Matthew Levenstein
- Production : Matthew Levenstein
- Société de production :
- Distribution :
- Budget :
- Pays :  États-Unis
- Format : Noir et blanc
- Genre : Drame
- Durée : 71 minutes
- Date de sortie :

## Distribution
Source principale de la distribution
- Matthew Levenstein : Matt
- Alex Bookstein : Alex
- Amanda Moskowitz : voix d'Allie
- David Putney : David
- Jacob Abrams : le vendeur de pizza